# Vrede van Tilsit

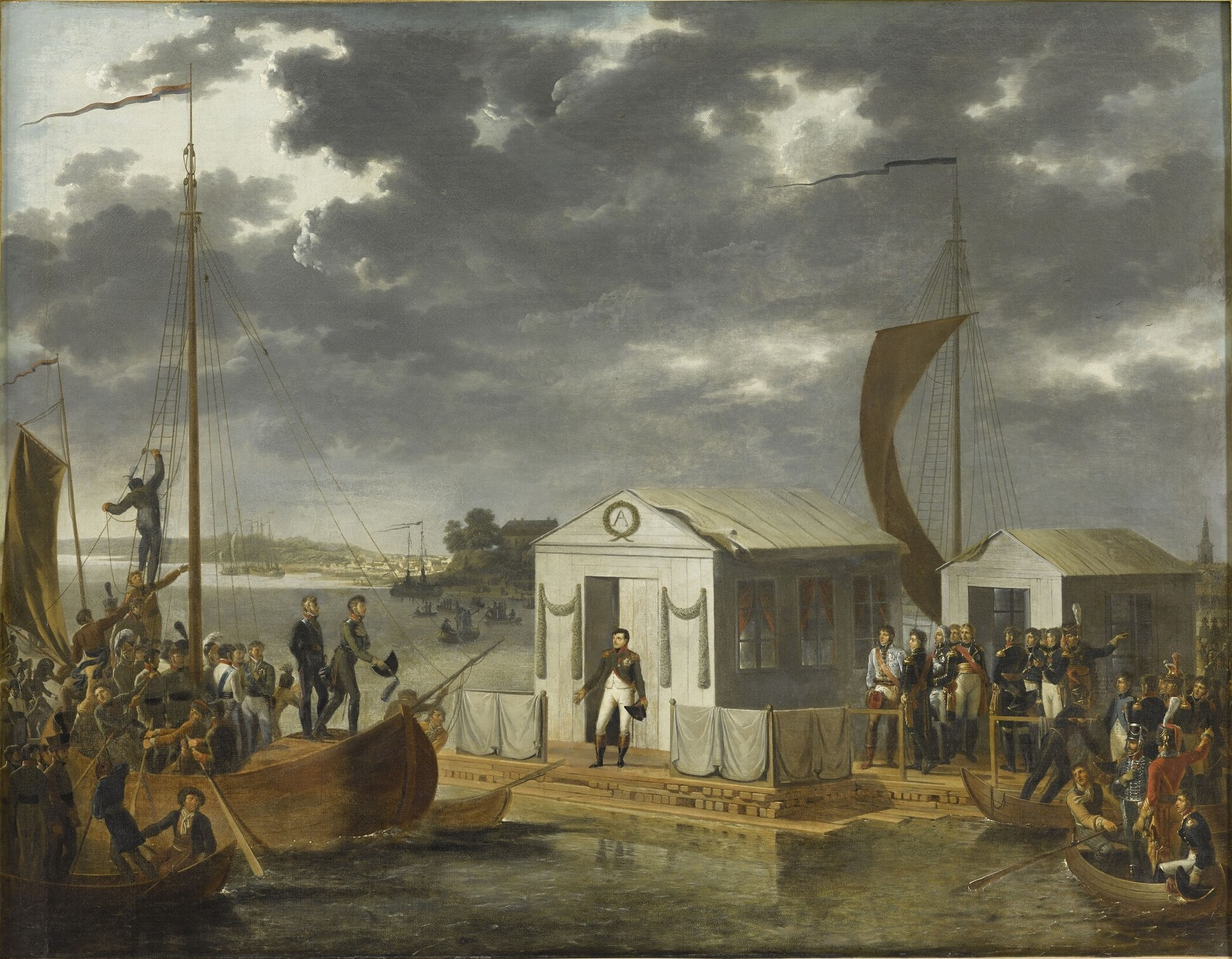
Het vlot op de Memel bij Tilsit

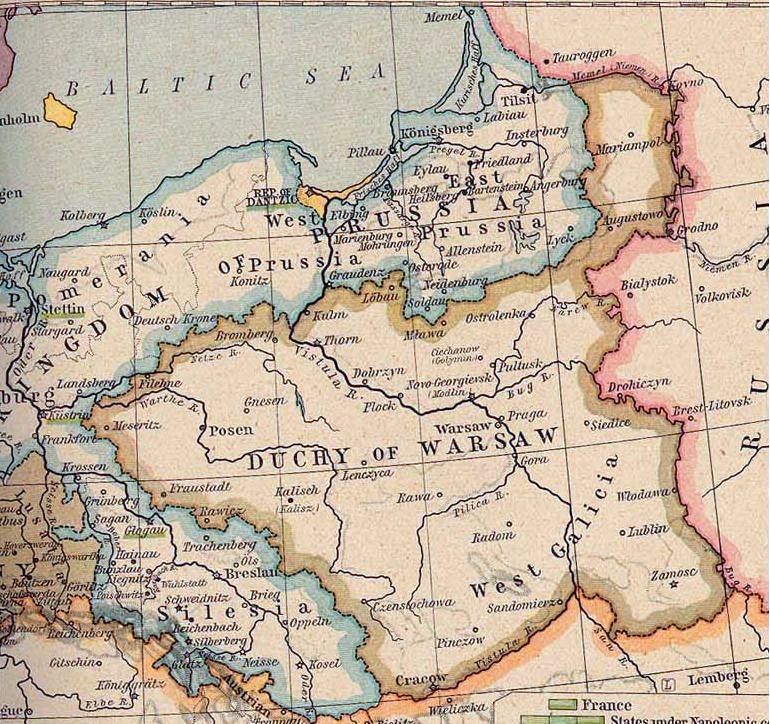
Het hertogdom Warschau, een van de resultaten van de Vrede van Tilsit. Tilsit zelf ligt in Oost-Pruisen, aan de Memel

De Vrede van Tilsit bestond uit twee verdragen die op 7 juli en 9 juli 1807 werden gesloten tussen enerzijds het Eerste Franse Keizerrijk van Napoleon Bonaparte en anderzijds koninkrijk Pruisen en keizerrijk Rusland, in Tilsit, het huidige Sovjetsk, op een vlot in de Memel, destijds een grensrivier tussen Rusland en Pruisen.

## Geschiedenis
Bij de Vierde Coalitie tegen Napoleon, werd de Vrede van Presburg (van 26 december 1805), die tussen Oostenrijk en Frankrijk werd afgesloten na de Driekeizersslag bij Austerlitz, verbroken. Napoleon was erin geslaagd de Rijnbond bijeen te krijgen, een verbond van zestien kleine koninkrijkjes in Centraal-Duitsland, die onder protectoraat van Frankrijk een buffer vormden tussen Frankrijk in het westen en Oost-Europa, waar Pruisen en Rusland de dienst uitmaakten. Daarop besloot titelvoerend keizer Frans II van het Heilige Roomse Rijk, de kroon neer te leggen (waarbij een einde kwam aan dat rijk) en als Frans I slechts als keizer van Oostenrijk verder te regeren.
Pruisen voelde de buffer als een bedreiging van de eigen macht en soevereiniteit. Het Verenigd Koninkrijk, dat een ongedeeld continentaal Europa onder Franse leiding vreesde, zocht daarop contact met Berlijn. Frederik Willem III, koning van Pruisen, zond Napoleon daarop eind 1806 een ultimatum waarin geëist werd dat alle Franse troepen de Duitse bodem moesten verlaten. Ook Rusland stelde zich achter die eis – en zo werd de vierde coalitie tegen Frankrijk geboren.
Napoleons reactie liet niet lang op zich wachten. Binnen een week werd Pruisen tot onderhandelen gedwongen, na snelle en complete overwinningen van La Grande Armée op de Pruisische troepen in de veldslagen bij Jena en Auerstedt.
Na Pruisen moest Rusland bedwongen worden in een wintercampagne begin 1807. De Russische tsaar Alexander I had een groot leger naar de westgrenzen gezonden, onder leiding van generaal Levin August von Bennigsen, dat in de slag bij Eylau, in het voormalige Duitse Oost-Pruisen, slag leverde met het Franse legioen. Aan beide kanten werden grote verliezen geleden, maar de slag eindigde onbeslist. Pas op 14 juni 1807 kon Napoleon in de Slag bij Friedland, eveneens in Oost-Pruisen, het Russische leger verslaan en een vrede (het zou wederom een voorlopige blijken) afdwingen.
Om te onderstrepen dat Frankrijk de macht in continentaal Europa wilde delen met het oostelijk gelegen Rusland werd ervoor gekozen het verdrag op de grens tussen beide invloedssferen te tekenen: op een vlot op de grensrivier troffen de Franse en de Russische keizers elkaar.
In het vredesverdrag werd besloten dat:
1. Pruisen in het westen grote delen van Hannover (en nog wat andere kleinere gebieden) verloor aan een nieuw op te richten koninkrijk Westfalen met Napoleons broer Jérôme Bonaparte aan het hoofd,
2. Pruisen in het oosten gebied verloor aan een nieuw op te richten hertogdom Warschau onder Frederik August I van Saksen en aan Rusland (zie Nieuw-Oost-Pruisen),
3. Pruisen zijn leger moest terugbrengen tot een sterkte van 40.000 man en herstellingen van 100 miljoen francs aan Frankrijk betalen,
4. Rusland zich aansloot bij het continentaal stelsel, een in november 1806 door Napoleon in Berlijn afgekondigd wurgend tariefstelsel dat tegen elke handel met het Verenigd Koninkrijk gericht was.

Het hertogdom Warschau bestond uit het grootste deel van de Pruisische "buit" van de Poolse delingen. Pruisen behield daarvan alleen de provincie West-Pruisen met de havenstad Danzig. Pruisen verloor de helft van zijn gebied ten voordele van Frankrijk.
De vrede werd in 1812 beëindigd toen Frankrijk Rusland binnenviel.